# 밀양사람들신문
《밀양사람들》신문은 경상남도 밀양시에서 발간되는 무가지형태의 주간지다.

## 역사
밀양사람들신문은 문화체육관광부에 2008년 1월 4일 제출했으며, 2008년 1월 14일 주간지로 등록되었다. 등록번호는 '다01366'다.
제호명은 '밀양사람들'이며 발행목적은 '지방자치와 지역 민주주의를 실천하기 위하여 지역정치,경제,사회,문화 등을 게재함.'이다. 발행내용은 '상기 발행목적에 부합되는 내용만을 8면으로 게재,인쇄하여 무가로 배포함.'이다.
공급지역은 밀양시이며, 신문은 밀양시립도서관, 부산대학교 밀양캠퍼스, 그리고 각급 기관에서 무료로 배부하는 방식으로 신문이 배포되었다.
발행소 주소는 경상남도 밀양시 백민로11길 14 (내이동)이며, 발행은 (주)도서출판 밀양에서 이루어졌다.
밀양사람들신문이 언제 폐간되었는지는 명확하지 않다. 2013년 6월 30일, 경상남도 신문, 잡지 등록현황표에는 '밀양사람들'이 빠져있다.